# 楊良斌
楊良斌（？—1824年），台灣鳳山縣人，清朝民變領袖之一。

## 生平
1824年秋天，楊良斌與許尚以打鼓山（今高雄市壽山）山鳴自然異象與知府方傳穟貪污為由起事。在攻擊駐鼓山清勇戰役中，主事者之一許尚被捕。
許尚被捕後，楊良斌整軍後，從山後入鳳山附近的埤頭黃梨山並結合平埔族通事與地方鄉勇，預計10月24日再度起事，並將攻擊目標定為台灣縣治的鳳山城。10月22日，楊良斌黨眾因事發搶先起事。該晚，楊良斌結合數百名武裝兵力分西北兩路攻擊鳳山縣治，並突破城外駐軍攻佔縣署衙門，形成圍城之勢。
10月26日，清守軍方傳穟拒絕幕僚棄城建議，並由總兵趙裕福領四百餘名攻擊楊良斌所領鄉勇。雖楊良斌與清官軍互有攻防，但知官軍奧援已至，楊良斌率其殘部轉攻彰化。後因事敗被捕殺。

## 年號
李純青《台灣問題研究》謂「一八二四年楊良斌之亂，楊自稱元帥，改年號為天運」。